# Aromatizante
Los aromatizantes son sustancias o mezclas de sustancias con propiedades odoríferas y/o sápidas, capaces de conferir o intensificar el aroma y/o sabor de los alimentos, modificando sus características organolépticas y haciendo que se vuelvan más dulces, agrios, salados, ácido. En la preparación de alimentos se emplean mucho como aditivos porque son sustancias que aportan un determinado aroma que modifica o enmascara el sabor u olor de los productos alimenticios.
De las características de los alimentos, el olor es la más importante ya que condiciona el sabor de la comida. El sabor de la comida puede ser fácilmente alterado si se le cambia su olor pero manteniendo el mismo gusto. Esto está ejemplificado en la mayoría de los refrescos, ya que aun teniendo la misma base, tienen muchos sabores distintos debido al uso de aromatizantes. 

## Clasificación
Los aromatizantes se dividen principalmente en naturales y sintéticos

### Aromatizantes o saborizantes naturales
Son los obtenidos exclusivamente por métodos físicos, microbiológicos o enzimáticos, a partir de materias primas aromatizantes/saborizantes naturales. Se entiende por materias primas aromatizantes/saborizantes naturales, los productos de origen animal o vegetal aceptables para consumo humano, que contengan sustancias odoríferas y/o sápidas, ya sea en su estado natural o después de un tratamiento adecuado como: torrefacción, cocción, fermentación, enriquecimiento, tratamiento enzimático u otros.
A su vez los naturales se dividen en:

#### Aceites Esenciales
Son los productos volátiles de origen vegetal obtenidos por procesos físicos (destilación por arrastre con vapor de agua, destilación a presión reducida u otro método adecuado).

#### Extractos
Son los productos obtenidos por agotamiento en frío o caliente, a partir de productos de origen animal, vegetal o microbiano con solventes permitidos. Deben contener los principios sápidos aromáticos volátiles y fijos correspondientes al respectivo producto natural. Pueden presentarse como:
- Extractos líquidos: obtenidos sin la eliminación del solvente o eliminado en forma parcial.
- Extractos secos: obtenidos por eliminación del solvente. Son subdivididos según su procedencia en concretos (vegetales frescos); resinoides (vegetales secos o de bálsamos, oleorresinas u oleogomorresinas) y purificados absolutos (extractos secos por disolución en etanol).

#### Bálsamos, oleorresinas u oleogomorresinas
Son los productos obtenidos mediante la exudación libre o provocada de determinadas especies vegetales.

#### Sustancias aromatizantes/saborizantes naturales aisladas
Son las sustancias químicamente definidas obtenidas por procesos físicos, microbiológicos o enzimáticos, a partir de materias primas aromatizantes/saborizantes naturales o de aromatizantes/saborizantes naturales. Se incluyen las sales de sustancias naturales con los siguientes cationes: H+ (hidrógeno), Na+ (sodio), K+ (potasio), Ca++ (calcio) y Fe+++ (hierro), y los aniones: Cl- (cloruro), SO4 = (sulfato), CO3 = (carbonato).

### Aromatizantes o saborizantes sintéticos
Son los compuestos químicamente definidos obtenidos por procesos químicos. Los aromatizantes/saborizantes sintéticos comprenden:

#### Aromatizantes o saborizantes idénticos al natural
Son las sustancias químicamente definidas obtenidas por síntesis y aquellas aisladas por procesos químicos a partir de materias primas de origen animal, vegetal o microbiano que presentan una estructura química idéntica a las sustancias presentes en las referidas materias primas naturales (procesadas o no). Se incluyen las sales de sustancias idénticas a las naturales con los siguientes cationes: H+ (hidrógeno), Na+ (sodio), K+ (potasio), Ca++ (calcio) y Fe+++ (hierro), y los aniones: Cl- (cloruro), SO4 = (sulfato), CO3 = (carbonato).

#### Aromatizantes o saborizantes artificiales
Son los compuestos químicos obtenidos por síntesis, aún no identificados en productos de origen animal, vegetal o microbiano, utilizados en su estado primario o preparados para el consumo humano.

## Composición química y olor
Los compuestos usados para producir aromas artificiales son casi idénticos a aquellos que se encuentran en la naturaleza. Algunas sustancias, aunque sean naturales no son aptas para el consumo, de hecho, los aromas artificiales son considerados más aptos para el consumo que los aromas naturales debido a que tienen una pureza y textura específica que es la que obliga la ley.
Los aromas naturales pueden contener toxinas mientras que los artificiales no, porque son obligados a pasar rigurosas pruebas antes de que se puedan vender para la consumición.
| ESTER                  | OLOR           |
| ---------------------- | -------------- |
| Acetato de isoamilo    | Banana,manzana |
| Acetato de bencilo     | Melocoton      |
| Acetato de n-propilo   | Pera           |
| Acetato de n-octilo    | Naranja        |
| Acetato de etilo       | Manzana        |
| Butirato de bencilo    | Piña           |
| Butirato de isoamilo   | Flores         |
| Butirato de metilo     | Chocolate      |
| Butirato de etilo      | Ron            |
| Salicilato de metilo   | Hierba         |
| Antranilato de metilo  | Uvas           |
| Benzaldehido           | Cerezas        |
| Sulfuro de alilo       | Ajo            |
| Isotiocianato de alilo | Mostaza        |

## Sabor
Mientras que la sal y el azúcar pueden ser considerados técnicamente aromatizantes que mejoran el sabor, normalmente solo los compuestos químicos obtenidos industrialmente y que mejoran el sabor, son considerados aromatizantes. La sal y el azúcar tampoco son considerados aromatizantes bajo la ley ya que no están regulados y no tienen que pasar estrictas pruebas y controles.
Los aromatizantes de sabor están compuestos por aminoácidos y nucleótidos. Estos son fabricados como sales de sodio o calcio. 
Ciertos ácidos orgánicos pueden ser usados para mejorar el sabor y cada ácido provoca un cambio apreciable en el sabor que altera el aroma de una comida. Algunos ejemplos son:
- Ácido cítrico: Se encuentra en frutas cítricas como la naranja. Dan a los alimentos un sabor agrio o ácido.
- Ácido láctico: Se encuentra en diversos productos de leche y dan un sabor ácido.
- Ácido málico: Se encuentra en las manzanas y dan un sabor agrio.
- Ácido tartárico: Se encuentra en las uvas y vinos y dan un sabor ácido.

## Aromatizantes en la industria
Los aromatizantes deben estar autorizados y regulados según cada país, para poder incorporarse en la industria de los alimentos. Aquellos productos alimentarios que incorporen tales sustancias deberán reflejarlo en su etiqueta con la palabra “aroma”, pudiendo utilizarse la expresión “aroma natural” cuando éstas sean de procedencia vegetal o animal. Las sustancias odoríferas se encuentran usualmente en cantidades muy reducidas en el alimento (el total de estos compuestos no supera al 0,1% del peso), pero son fundamentales en la aceptabilidad de un alimento. Las moléculas responsables del aroma pueden proceder de los propios procesos bioquímicos del alimento (el de las frutas, producido durante su maduración) o de los tratamientos posteriores a los que se somete, incluyendo los culinarios (el aroma a tostado o a asado, por ejemplo).
La industria química es capaz de reproducir a un precio razonable la mayoría de las sustancias aromáticas cuya estructura se conoce. Así se obtienen la vainillina (vainilla) o el anetol (anís). Otros se obtienen por aislándolas a partir de fuentes naturales. Uno de ellos es el eugenol, que se obtiene del aceite de clavo, del que forma alrededor del 85%. El que un aromatizante sea de origen natural no implica que sea más seguro. Un ejemplo es el caso de la esencia de sasafrás, utilizada durante muchos años como aromatizante en bebidas refrescantes. Este preparado contiene hasta un 90% de safrol, una sustancia cancerígena. Por supuesto, el uso de la esencia de sasafrás ha sido prohibido, pero el safrol existe también, aunque en pequeña cantidad, en el anís, pimienta, nuez moscada y otras especias. Otra sustancia cancerígena es el isotiocianato de alilo, contenido en la mostaza. No obstante, las cantidades presentes son suficientemente pequeñas para que, en un uso normal, estas especias no representen un riesgo significativo para la salud. Las proporciones de las sustancias que configuran un aroma son muy variables. El acetato de isoamilo puede suponer alrededor de la mitad de un aroma de plátano utilizado para elaborar caramelos, mientras que el α-furfurilmercaptano representa solo alrededor del 0,001 % del aroma de café usado con el mismo fin. En cuanto a la cantidad de sustancia aromática que se puede utilizar, la legislación no la limita taxativamente, pero indica que se empleen normalmente a la mínima dosis necesaria para producir el efecto buscado. Queda pues a criterio del fabricante cuál es la cantidad que puede añadirse al alimento. Sin embargo, el relativamente alto costo de los aromas (una disolución al 10% de un aroma normal cuesta del orden de los 12 euros / kg) hace que realmente se añada la menor cantidad posible. Además, una cantidad excesiva de aromatizante reduce la calidad del producto terminado, haciéndolo empalagoso y disminuyendo su aceptabilidad por el consumidor.